# Lago Alice
El lago Alice es un lago alpino ubicado en el condado de Blaine (Idaho), Estados Unidos. Ubicado a una altitud de 2622 m, suele encontrarse helado hasta que llega la primavera. Está rodeado por las montañas Sawtooth, cuyo pico más alto es El Capitán, de 3018 m.